# Serra de Santo Antônio
A serra de Santo Antônio é uma serra localizada no sul do estado de Minas Gerais, no município brasileiro de Andrelândia. É conhecida por ser onde está situado o Parque Arqueológico da Serra de Santo Antônio.